# Ossietzkystraße (Leipzig)
Die Ossietzkystraße ist eine Hauptverkehrsstraße im Leipziger Nordosten. Sie ist benannt nach dem Journalisten, Schriftsteller und Friedensnobelpreisträger Carl von Ossietzky (1889–1938).

## Lage und Verlauf
Die 770 Meter lange Ossietzkystraße befindet sich im Stadtteil Schönefeld (Ortsteil Schönefeld-Abtnaundorf) im Stadtbezirk Nordost. Sie zweigt rechtwinklig von der Gorkistraße ab und verläuft 600 Meter in nahezu westlicher Richtung, bevor sie nach Nordwesten abbiegt und auf der Brücke über die Parthe in die Volbedingstraße übergeht und die Verbindung zum Stadtteil Mockau herstellt. Von Süden münden mehrere Nebenstraßen, von Norden nur die Leostraße.
Die Breite der zweispurig angelegten, von Fußwegen begleiteten Fahrbahn beträgt zwischen acht und elf Meter, sodass sich der Kraftverkehr den Verkehrsraum mit der zweigleisig geführten Straßenbahn teilen muss. Die Ossietzkystraße wird von der Straßenbahnlinie 1 befahren, die hier zwei Haltestellen besitzt, Ossietzky-/Gorkistraße und Rathaus Schönefeld.

## Geschichte

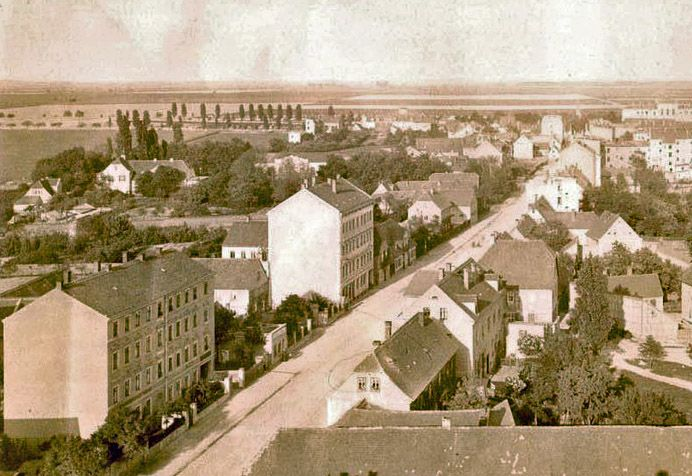
Schönefelder Hauptstraße um 1895

Die heutige Ossietzkystraße und die spitz einmündende jetzige Robert-Blum-Straße bildeten die beiden Dorfstraßen des ehemaligen Dorfes Schönefeld. Mit der Industrialisierung im letzten Drittel des 19. Jahrhunderts wurde Schönefeld zunehmend zur Arbeiterwohngegend, und mehrere mehrstöckige Mietshäuser wurden errichtet. 1877 wurden die beiden Straßen als Haupt- bzw. Seitenstraße in Schönefeld benannt.
1896 fuhr die erste Straßenbahn durch die Hauptstraße. Nach der Eingemeindung Schönefelds nach Leipzig 1915 wurde ein neuer Straßenname erforderlich, und die Hauptstraße wurde 1916 zur Breslauer Straße. 1950 erhielt die Straße ihren heutigen Namen.

## Bebauung
Die Ossietzkystraße ist relativ locker bebaut. Wohnhäuser aus der Zeit des Historismus und ältere Bauten wechseln sich ab. Am ältesten ist ein eingeschossiges Wohnhaus (Nr. 54) von etwa 1800 mit Krüppelwalmdach und Zwerchhausgiebel. Insgesamt stehen 21 Gebäude in der Ossietzkystraße unter Denkmalschutz.
Eine besondere Geschichte besitzt das 1860 im klassizistischen Stil als Gaststätte erbaute sogenannte Gesellschaftshaus (Haus-Nr. 1), in dem auch Vereine und Parteien eine Heimstatt fanden. Von 1915 bis 1916 befand sich hier eines der ersten Kinos Leipzigs. 1928 wurde in den Ballsaal das Kino U. T. Schönefeld mit 600 Plätzen eingebaut und bis 1970 betrieben. Danach nutzte es der VEB Chemieanlagenbau Leipzig als Kulturobjekt. Das nach der Wende dem Verfall preisgegebenen Haus ist restauriert und wird von einem Asia-Restaurant genutzt.
Das Haus Nr. 35 ist gemäß Aufschrift das ehemalige Kaiserliche Postamt von 1905, ein Neorenaissance-Bau mit Runderker und drei Zwerchgiebeln. Die ebenso alte benachbarte Nr. 33 mit Fachwerkgiebel trägt inoffiziell wegen der früheren Lehrerwohnungen die Bezeichnung Lehrerhaus. Beide Gebäude sind restauriert und werden zum betreuten Wohnen bzw. zur Tagespflege genutzt.
Das ehemalige, 1906 eröffnete Rathaus der Gemeinde Schönefeld (Nr. 37) mit Turm und lebhafter Fassade im Jugend- und Heimatstil ist ein Werk des Leipziger Architekten Fritz Drechsler (1861–1922). Das Hochzeitszimmer mit Holzschnitzarbeiten gestaltete der Leipziger Bildhauer Johannes Hartmann (1869–1952). Heute dient das Gebäude als Bürgerbüro und Radiologiezentrum. Mit den Nummern 39 und 41 folgen das Pfarramt Schönefeld und die Gedächtniskirche, die beide nach den Zerstörungen während der Völkerschlacht neu errichtet wurden.
An einem nach Norden von der Ossietzkystraße abgehenden Stichweg steht mit der Nr. 60 die 1928 als Notkirche erbaute römisch-katholische Kirche der Heiligen Familie. An der Einmündung der Robert-Blum-Straße befindet sich eine der 30 restaurierten historischen Leipziger Handschwengelpumpen.

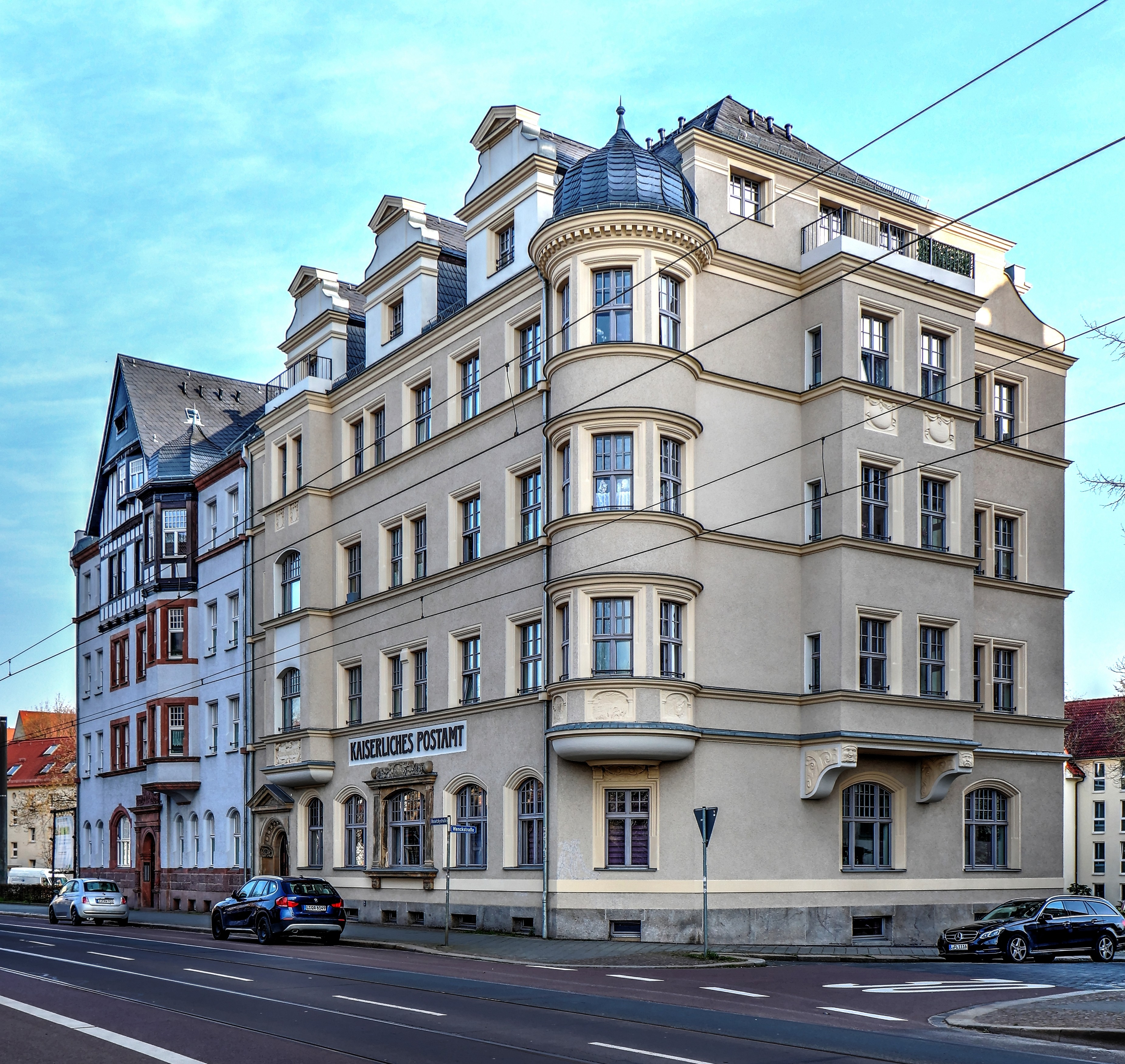
Lehrerhaus und Kaiserliches Postamt (2020)
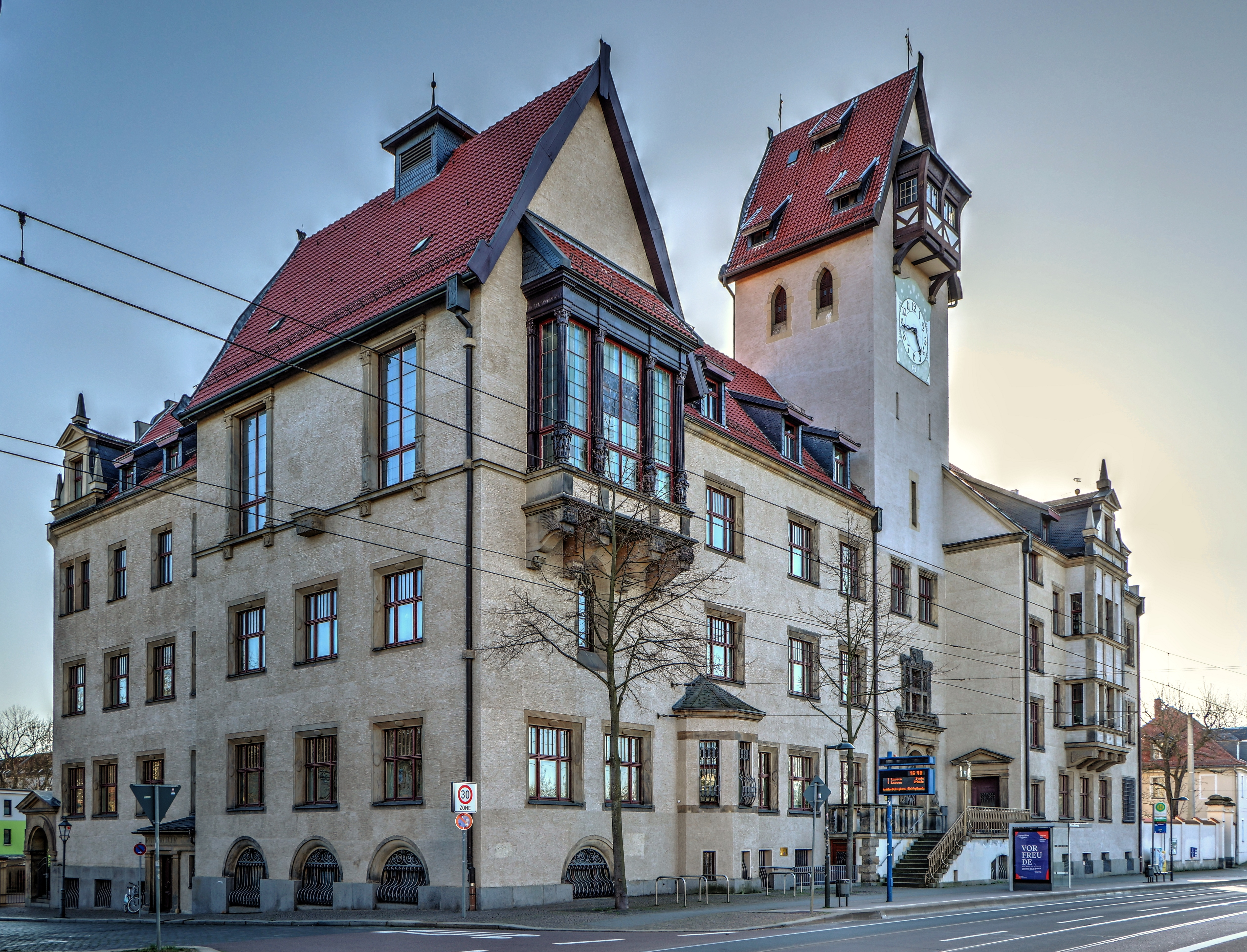
Ehemaliges Rathaus Schönefeld (2020)
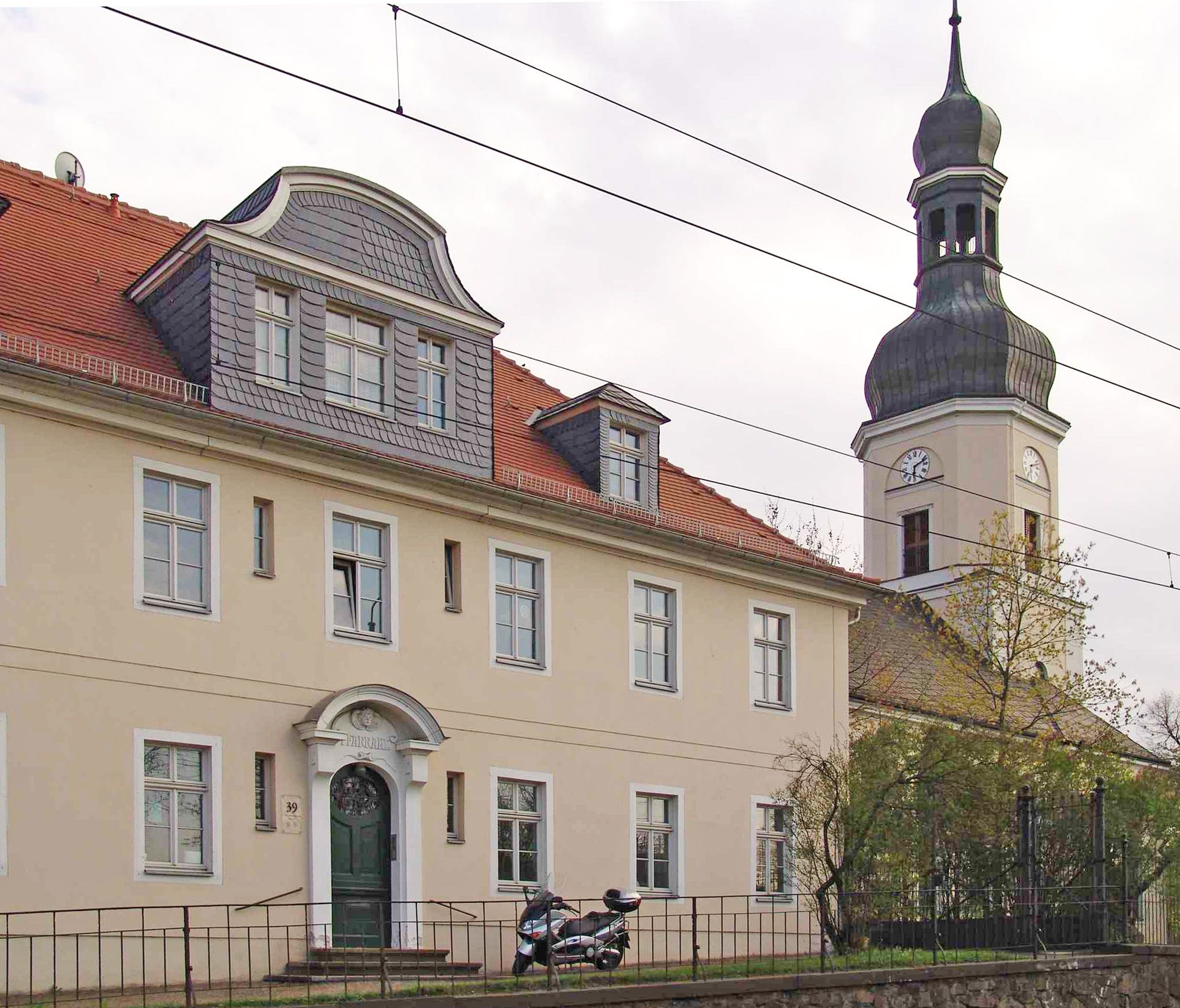
Pfarramt Schönefeld mit Gedächtniskirche (2006)
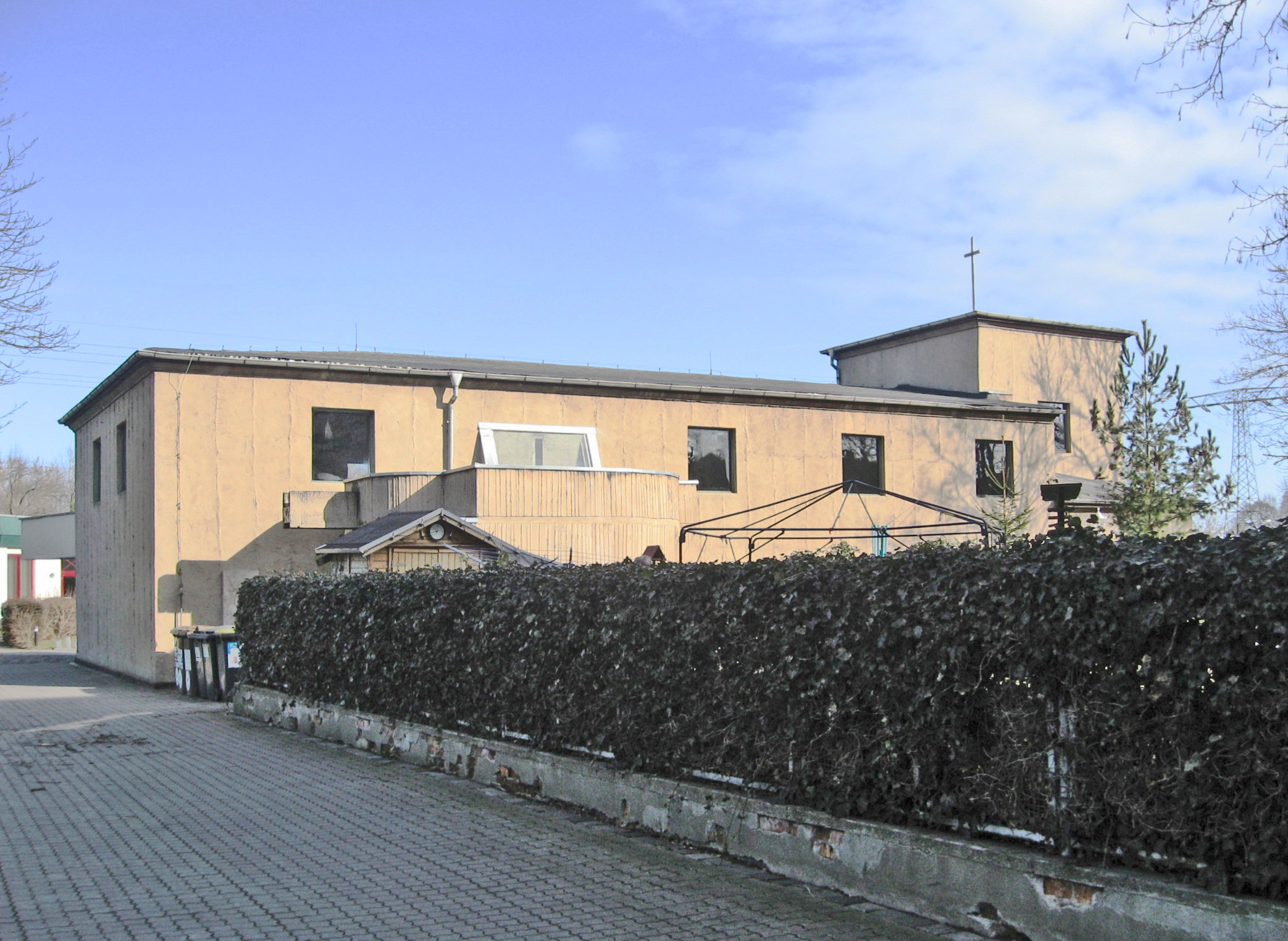
Katholische Kirche der Heiligen Familie (2010)
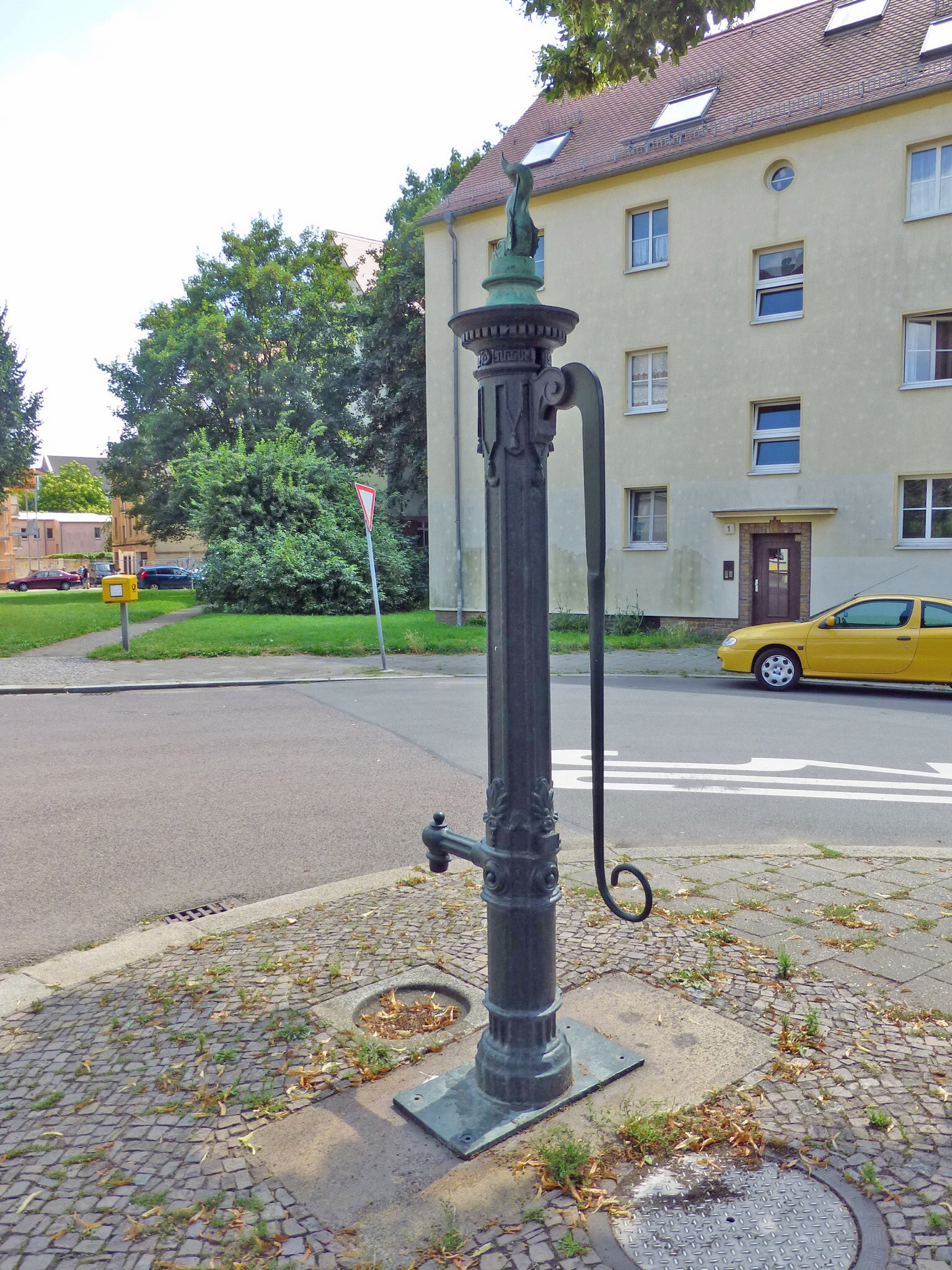
Handschwengelpumpe nahe Robert-Blum-Straße (2014)